# 1888 a jogalkotásban
1888-ban az alábbi jogszabályokat alkották meg:

## Magyarország

### Törvények
- 1888. évi I. törvénycikk A közös hadsereg tartalékosainak és a szabadságolt állományu honvédeknek az uj lőfegyverrel leendő kiképeztetés czéljából hét napi gyakorlatra való kivételes behivása tárgyában
- 1888. évi II. törvénycikk A Budapesten felállitandó fegyver- és lőszergyárnak adandó állami kedvezményekről
- 1888. évi III. törvénycikk A Budapesten emelendő törvénykezési épületről és költségeinek fedezéséről
- 1888. évi IV. törvénycikk A helyi érdekü vasutakról szóló 1880. évi XXXI. törvénycikk módositásáról és kiegészitéséről
- 1888. évi V. törvénycikk A Németországgal 1887. deczember 8-án kötött kereskedelmi egyezmény beczikkelyezéséről
- 1888. évi VI. törvénycikk Az 1888. évi állami költségvetésről
- 1888. évi VII. törvénycikk Az állategészségügy rendezéséről
- 1888. évi VIII. törvénycikk A "kisujszállás-dévaványa-gyomai" helyi érdekü vasut kiépitésére és engedélyezésére vonatkozó felhatalmazás tárgyában
- 1888. évi IX. törvénycikk A budapesti királyi itélő táblánál kisegitő birák alkalmazásáról
- 1888. évi X. törvénycikk A tenger alatti kábelek védelme iránt kötött egyezmény beczikkelyezése tárgyában
- 1888. évi XI. törvénycikk A tenger alatti kábelek védelme iránt Párisban 1884. évi márczius 14-én kötött egyezménynek kiegészitő részét képező nyilatkozat beczikkelyezése tárgyában
- 1888. évi XII. törvénycikk A tenger alatti kábelek védelme iránti büntető határozatok megállapitása tárgyában
- 1888. évi XIII. törvénycikk A fából való üres és használt petroleum-hordók vámkezeléséről
- 1888. évi XIV. törvénycikk Az osztrák-magyar Monarchiának Romániával, a Monarchia két állama és Románia közt fenforgott határvillongások kiegyenlitése végett, a határvonal ujabb megállapitása és azzal kapcsolatos kérdések szabályozása tárgyában kötött, s Bukarestben 1887. évi deczember 7-én november 25-én aláirt nemzetközi egyezmény beczikkelyezéséről
- 1888. évi XV. törvénycikk Az Olaszországgal 1887. évi deczember 7-én kötött kereskedelmi és hajózási szerződésnek, s a hozzá tartozó tarifáknak, pótczikknek, vámkartelnek és zárjegyzőkönyvnek, valamint az ugyanazon napról kelt állategészségügyi egyezménynek beczikkelyezéséről
- 1888. évi XVI. törvénycikk A Dániával, a védjegyek kölcsönös oltalma tárgyában 1888. február 9-én kötött egyezmény beczikkelyezéséről
- 1888. évi XVII. törvénycikk A csász. királyi szabadalmazott kassa-oderbergi, a magyar északkeleti és az első magyar-gácsországi vasuttársaságok részére további külön állami biztositás nyujtása tárgyában
- 1888. évi XVIII. törvénycikk Tartalékosoknak és póttartalékosoknak béke idején tényleges szolgálattételre kivételes visszatartása, illetve behivása tárgyában
- 1888. évi XIX. törvénycikk A halászatról
- 1888. évi XX. törvénycikk Az égetett szeszes folyadékokra vetett vámtételek után ideiglenesen szedendő vámdij-pótlékról
- 1888. évi XXI. törvénycikk Az "osztrák-magyar Lloyd" gőzhajózási vállalattal kötött hajózási és posta-szerződésről
- 1888. évi XXII. törvénycikk Az árverési csarnokokról
- 1888. évi XXIII. törvénycikk A czukoradóról
- 1888. évi XXIV. törvénycikk Az égetett szeszes folyadékok után járó vámról, a szeszadóról, valamint a szesztermeléssel együttesen készitett sajtolt élesztőnek megadóztatásáról
- 1888. évi XXV. törvénycikk A fogyasztási adó alá eső szeszfőzdék által egy-egy termelési időszak alatt a kisebbik adótétel mellett termelhető alkoholmennyiségnek felosztásáról
- 1888. évi XXVI. törvénycikk Az aldunai Vaskapunál és az ottani zuhatagoknál létező hajózási akadályok elháritása tárgyában
- 1888. évi XXVII. törvénycikk A budapesti gőzmozdonyu körvasutról
- 1888. évi XXVIII. törvénycikk A Debreczentől-Füzes-Abonyig vezetendő helyi érdekü gőzmozdonyu vasutnak és Oháttól-Polgárig terjedő szárnyvonalának kiépitésére és engedélyezésére vonatkozó felhatalmazás tárgyában
- 1888. évi XXIX. törvénycikk Az eszék-batrinjai helyi érd. vasut és pleternicza-pozsegai szárnyvonalának engedélyezésére vonatkozó felhatalmazás tárgyában
- 1888. évi XXX. törvénycikk A Spanyolországgal 1880. évi junius 3-án kötött kereskedelmi és hajózási szerződés meghosszabbitásáról szóló egyezmény beczikkelyezéséről
- 1888. évi XXXI. törvénycikk A távirda, a távbeszélő és egyéb villamos berendezésekről
- 1888. évi XXXII. törvénycikk Némely államadósság beváltásáról
- 1888. évi XXXIII. törvénycikk Az 1889. év I. negyedében viselendő közterhekről és fedezendő állami kiadásokról
- 1888. évi XXXIV. törvénycikk A Magyarország s Horvát-Szlavon-Dalmátországok között az 1880. évi LIV. törvénycikk értelmében létrejött pénzügyi egyezmény hatályának ujabb meghosszabbitásáról
- 1888. évi XXXV. törvénycikk Az állami italmérési jövedékről
- 1888. évi XXXVI. törvénycikk Az állami italmérési jövedékről szóló 1888. évi XXXV. törvénycikk folytán adandó kártalanitásról
- 1888. évi XXXVII. törvénycikk A Svájczczal 1888. évi november 23-án kötött kereskedelmi szerződés beczikkelyezéséről

## Brazil Császárság
- Lei Áurea (a rabszolgaság eltörlése)